# Історичний парк Пхра-Накхон-Кхірі

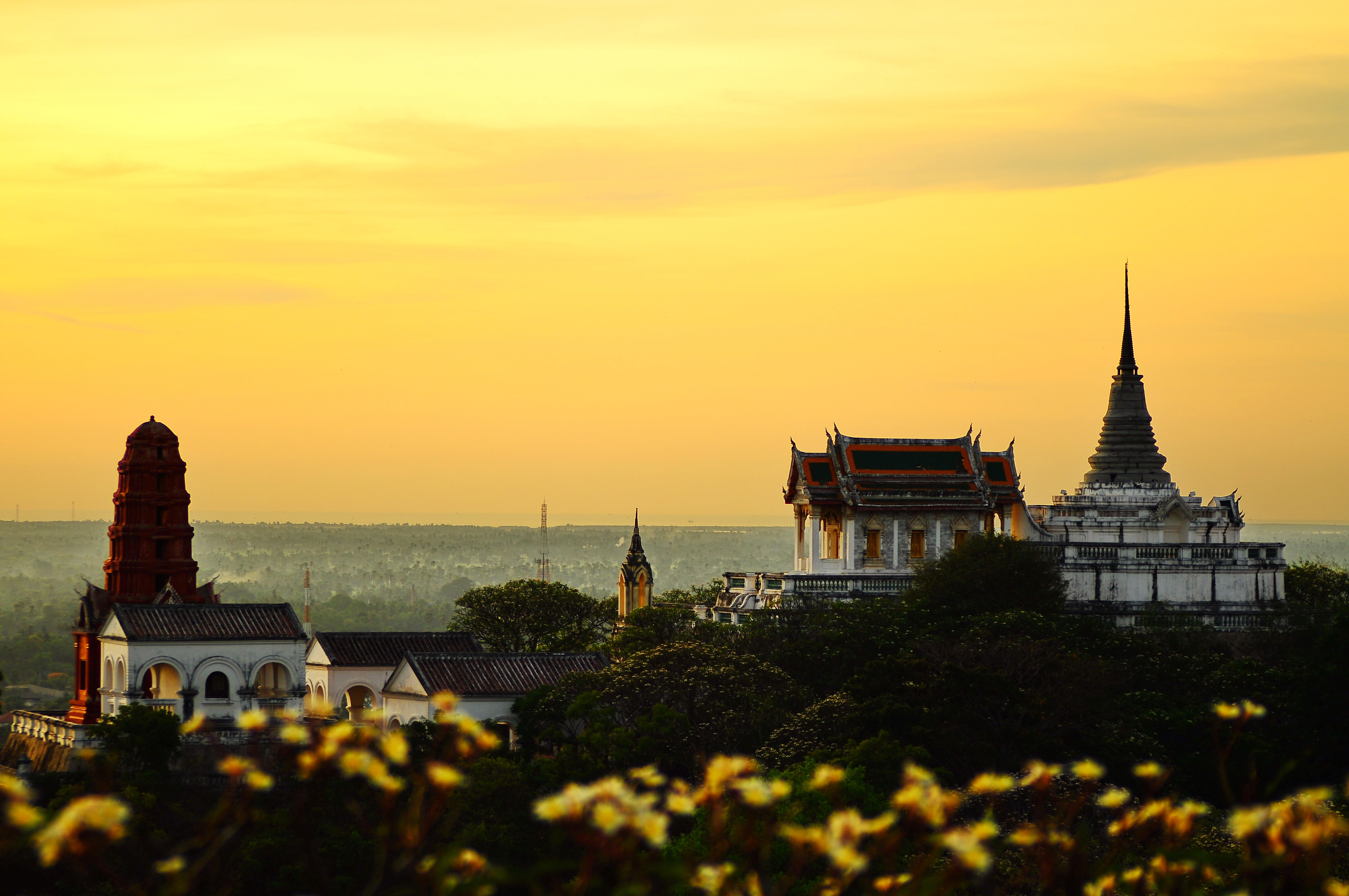
Ват Пхра Kaeo

Пхра-Накхон-Кхірі (тай. อุทยานประวัติศาสตร์พระนครคีรี)- історичний парк в провінції Пхетчабурі, Таїланд, розташований на пагорбі. Його назва в перекладі означає "священне місто на горі". Серед місцевих жителів більш популярно назва Кхао Ванг, що означає "місто на пагорбі".
Він був побудований в 1860 році за указом короля Монгкута (Рами IV) як місце відпочинку від метушні Бангкока. Розташування Пхра Накхон Кхір на пагорбі сприяло захопленню короля астрономією.
Будівлі на території Пхра Накхон Кхір розділені на три групи і розташовуються на трьох піках 92-метрового пагорба. На західному піку збудований королівський палац і службові приміщення. Палац виконаний у змішаному китайсько-європейському стилі, зараз у ньому знаходиться особисте майно Рами IV.
Від палацу йде вимощена каменем дорога в центральну частину історичного парку. Тут розташовується велика білосніжна чеди (ступа) Пхра Тхах Чом Пхет. Згідно старовинним записів, в її основу закладені реліквії Будди Гаутама.
На західному піку знаходиться королівський храм Ват Пхра Каео, є точною копією однойменного храму в Бангкоку, де зберігається знаменитий Смарагдовий Будда. Смарагдовий Будда- статуя заввишки в 66 см, вирізана з цілісного жадеїту в XV столітті. За однією з легенд, вона була покрита золотими пластинами, за іншою - перебувала всередині ще однієї статуї, але зліпленої з глини.
Пхра Накхон Кхір був визнаний історичним парком 27 серпня 1979. У двох приміщеннях, прилеглих до палацу, з тих пір розташовується Національний Музей.